# آپارتمان شماره ۱۳
آپارتمان شماره ۱۳ فیلمی ایرانی به کارگردانی و تهیه‌کنندگی یدالله صمدی، نویسندگی حسن قلی‌زاده و علیرضا خمسه ساختهٔ سال ۱۳۶۹ است. در این فیلم بازیگرانی نظیر علیرضا خمسه، جمشید اسماعیل‌خانی، کتایون ریاحی و مریم معترف ایفای نقش می‌کنند.
این فیلم در ۱۵ خرداد ۱۳۷۰ در سینماهای ایران اکران شد.

## خلاصهٔ فیلم
ماشاءالله ایرانمنش از کرمان راهی پایتخت می‌شود تا ارث پدری‌اش، آپارتمان شمارهٔ ۱۳ را بفروشد و کارگاه تراشکاری کارفرمای خود را در زادگاهش خریداری و با دختر محبوبش ازدواج کند؛ اما آپارتمان به دلیل وجود ساکنان مجتمع که آدم‌های بدقلقی هستند فروش نمی‌رود.

## جشنواره‌ها
- برنده جایزه بهترین بازیگر مرد (علیرضا خمسه) در سومین دوره جشنواره بین‌المللی فیلم پیونگ یانگ- ۱۳۷۱

| جشنواره                | قسمت                                       | نامزد                            | نتیجه    | جایزه        |
| ---------------------- | ------------------------------------------ | -------------------------------- | -------- | ------------ |
| نهمین جشنواره فیلم فجر | بهترین فیلم (بخش مسابقه فیلم‌های اول و دوم) | یدالله صمدی، گروه فیلمسازی همراه | برنده    |              |
| نهمین جشنواره فیلم فجر | بهترین فیلم                                | یدالله صمدی، گروه فیلمسازی همراه | برنده    | سیمرغ بلورین |
| نهمین جشنواره فیلم فجر | بهترین کارگردانی                           | یدالله صمدی                      | نامزدشده |              |
| نهمین جشنواره فیلم فجر | بهترین بازیگر مکمل مرد                     | ابراهیم‌آبادی                     | نامزدشده |              |
| نهمین جشنواره فیلم فجر | بهترین بازیگر مکمل مرد                     | جمشید اسماعیل خانی               | نامزدشده |              |
| نهمین جشنواره فیلم فجر | بهترین فیلمنامه                            | یدالله صمدی                      | برنده    | سیمرغ بلورین |
| نهمین جشنواره فیلم فجر | بهترین موسیقی متن                          | فرهاد فخرالدینی                  | نامزدشده |              |
| نهمین جشنواره فیلم فجر | بهترین صدابرداری                           | اسحاق خانزادی                    | نامزدشده |              |
| نهمین جشنواره فیلم فجر | بهترین طراحی صحنه و لباس                   | حسن هدایت                        | نامزدشده |              |
| نهمین جشنواره فیلم فجر | بهترین فیلمبرداری                          | حسن قلی‌زاده                      | نامزدشده |              |
| نهمین جشنواره فیلم فجر | بهترین تدوین                               | حسین زندباف                      | نامزدشده |              |